# Руж-де-пре
Руж-де-пре (фр. Rouge des prés — «червона лучна», до 1908 — дарем-мансельська, фр. Darham-Mancelle, з 1908 до 2004 — мен-анжу, менанжу, мен-анжуйська порода, фр. Maine-anjou) — порода великої рогатої худоби м'ясного напряму продуктивності. Виведена у XIX столітті у Франції. До 2004 року порода мала назву «мен-анжу», яка у багатьох країнах залишається широковживаною.

## Історія
У 19 столітті більшість землевласників на території колишнього французького графства Мен, розташованого на північному заході країни, схрещували місцеву мансельську (манську) худобу (назва від назви міста Ле-Ман), молочну породу, що характеризувалася доброю витривалістю, з даремською худобою (теперішня шортгорнська), завезеною з Англії. Одержана «дарем-мансельська» худоба у 1888 році оцінювалася Міністерством торгівлі США як «одна з найцінніших порід, які Франція має у своєму розпорядженні для виробництва продуктів харчування». Бички цієї породи досягали маси 954—1090 кг у віці 3 років і 10 місяців. У 1908 році дарем-мансельську породу було перейменовано на «мен-анжу» з відкриттям племінної книги. З 1970-х років породу переорієнтовували з м'ясо-молочного напрямку на м'ясний напрямок продуктивності.
У США породу зареєстровано у 1968 році. До СРСР партію худоби мен-анжу було завезено у 1978 році. В результаті дослідження породи була створена програма використання її бугаїв у різноманітних типах схрещування.

## Опис

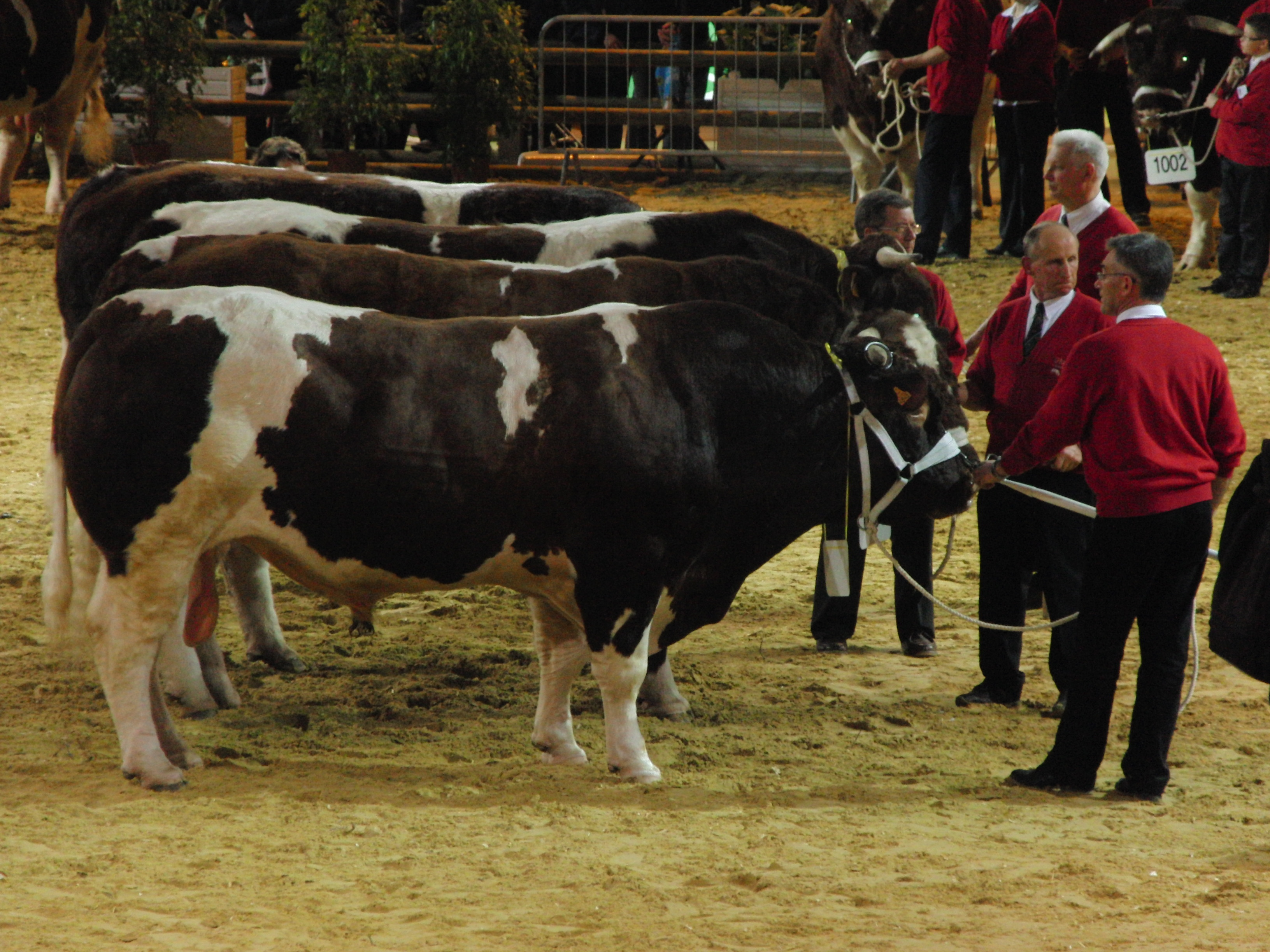
Бугаї породи руж-де-пре.

Масть тварин червоно-ряба, поширена також чорна масть (їй надають перевагу у США). Зріст бугаїв у холці 170 см, корів — 140 см, жива маса бугаїв — 1000—1500 кг, корів — 850—1000 кг. Вага телят у віці 120 днів становить 188 кг, у віці 210 днів — 299 кг.

## Використання при створенні інших порід
Худобу руж-де-пре було використано при створенні кількох інших порід, зокрема бра-мен, створеної схрещуванням породи браман 3/8 і мен-анжу (руж-де-пре) 5/8.

## Поширення
Станом на 2016 рік нараховувалося 32129 корови породи руж-де-пре, що утримувалися у 1382 стадах, 7695 корів було записано до племінної книги.
Близько 90 % худоби породи руж-де-пре зосереджено у французькому регіоні Пеї-де-ла-Луар, інша її частина зосереджена переважно у регіоні Нижня Нормандія і на півночі регіону Нова Аквітанія — в межах колишнього регіону Пуату-Шарант (у складі Нової Аквітанії з 2016 року).

## Виноски
1. 1 2 3 4 5 6 7   Maine-Anjou. // Valerie Porter, Lawrence Alderson, Stephen J.G. Hall, D. Phillip Sponenberg (2016). Mason's World Encyclopedia of Livestock Breeds and Breeding (sixth edition). Wallingford: CABI. — P. 236. ISBN 9781780647944. (англ.)
2. ↑   Новое в сельскохозяйственной науке и практике. — М.: изд-во «Колос», 1981. С. 122. (рос.)